# 帯広市立西陵中学校
帯広市立西陵中学校（おびひろしりつ せいりょうちゅうがっこう）は、北海道帯広市に所在する公立（市立）の中学校。

## 生徒
- 生徒数 - 363人
  - 1年生 - 135人
  - 2年生 - 97人
  - 3年生 - 131人
  - 特別支援学級（内数）- 16人

2019年（令和元年）5月1日

## 部活動
【出典】
運動部
- 野球部
- サッカー部
- 男女ソフトテニス部
- 男女バスケットボール部
- 女子バレーボール部
- 女子バドミントン部
- 男女卓球部
- 陸上競技部
- 水泳部
- 新体操部
- 柔道部

文化部
- 吹奏楽部
- 美術部